# Валентайн Флемінг
Валентайн Флемінг (англ. Valentine Fleming; 17 лютого 1882 — 20 травня 1917) — член парламенту Великої Британії, учасник Першої світової війни; батько письменників Пітера та Яна Флемінгів.

## Біографія
Валентайн Флемінг народився у 1882 році у Ньюпорт-он-Теї і був старшою дитиною у сім'ї шотландського фінансиста Роберта Флемінга, який заснував шотландсько-американський інвестиційний траст і торговий банк Robert Fleming & Co, і Кейт Гіндмарш, доньки офіцера податкового управління. Крім Валентайна, у родині Роберта і Кейт був син Філіп, який народився у 1889 році, і дві дочки — Дороті, яка з'явилася на світ у 1885 році, і Кейтлін, молодша за сестру на два роки. Невдовзі після народження молодшого сина родина Флемінгів переїхала до Лондона, де придбала кілька особняків. Сини Роберта навчалися в Ітоні та Оксфорді; у 1905 році Валентайн закінчив оксфордський коледж Магдалени, здобувши ступінь з історії, а також «манери та поставу справжнього джентльмена». У 1909 році Валентайн став одним з партнерів батька у новоствореному банку, а ще через рік консервативна партія обрала його членом парламенту від Генлі.
Через рік після закінчення коледжу, 15 лютого 1906 року, Валентайн одружився з Евелін Сен-Круа Роуз, дочкою мирового судді Джорджа Альфреда Сен-Круа Роуза та Беатрис Квейн. Евелін походила з дуже шанованої родини: за батьком вона була онукою сера Філіпа Роуза, консультанта з юридичних питань прем'єр-міністра Дізраелі; по матері — сера Річарда Квейна, провідного лондонського хірурга та редактора відомого «Медичного словника». Крім Евелін, у ній була дочка Кейтлін і двоє синів — Айвор і Гарткорт; з останнім Валентайн був добре знайомий. Згідно з сімейною легендою, Валентайн й Евелін зустрілися на балу в Оксфорді; крім того, батько дівчини захоплювався регатою, у якій також брав участь Валентайн. Евелін була повною протилежністю майбутнього чоловіка: вона грала на скрипці та непогано малювала аквареллю, тоді як жоден представник сімейства Флемінгів не мав хисту ні до музики, ні до мистецтва. Крім того, Евелін була жінкою дуже легковажною та марнотратною, відрізнялася снобізмом і марнославством.
Попри початкову незгоду з вибором нареченої, батько Валентайна перевів на рахунок сина чверть мільйона фунтів невдовзі після весілля; за ці гроші сімейство придбало кілька будинків, два з яких розташовувалися по сусідству з володіннями батьків Валентайна. У будинку у Мейфері, який знаходився за рогом будинку Флемінгів-старших, з'явилися на світ старші сини Евелін — Пітер і Ян. Пітер (1907—1971), був автором подорожніх нарисів і був одружений з акторкою Селією Джонсон. Під час Другої світової війни Пітер служив у гренадерській гвардії, пізніше був переведений під командування Коліна Габбінса, де допомагав створювати допоміжні підрозділи та займався операціями у Норвегії та Греції. Ян, автор романів про Джеймса Бонда, служив в управлінні військово-морської розвідки Великої Британії та брав участь у створенні та подальшому нагляді над двома розвідувальними підрозділами — 30 штурмовим підрозділом й експлуатаційним підрозділом T-Force.
Крім Пітера та Яна e сім'ї було ще двоє синів — Майкл (1913—1940) і Річард (1911—1977). Крім того, через шість років після смерті чоловіка під час тривалого роману з художником Огастесом Джоном Евелін народила дочку Амарілліс (1925—1999), яка стала професійною віолончелісткою.

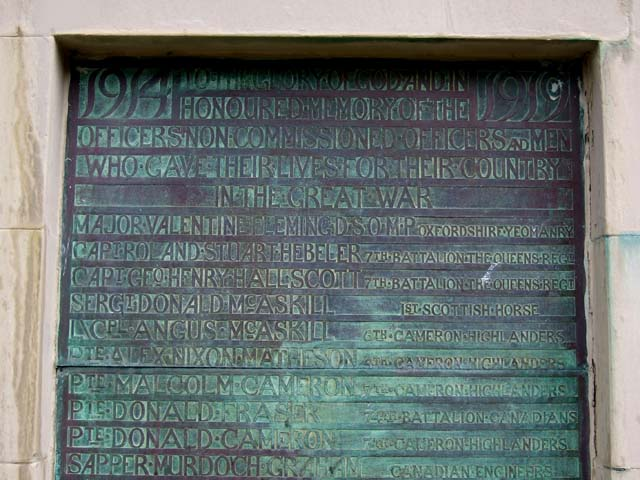
Меморіал у Гленелзі, на якому зазначено ім'я Валентайна

У 1914 році з початком Першої світової війни Валентайн приєднався до ескадрону С королівського оксфордширського гусарського полку, де отримав звання майора. Незадовго до відряджання на фронт Валентайн підписав заповіт, в якому його вдові діставався будинок неподалік Гемпстед-гіт, а також солідна пенсія, яка могла бути урізана у разі повторного шлюбу Евелін; більша частина майна була передана у траст для забезпечення добробуту чотирьох синів Валентайна та їхніх майбутніх сімей. Валентайна було вбито під час німецького обстрілу на західному фронті 20 травня 1917 року; Вінстон Черчилль, який був близьким другом Флемінга-старшого і брат якого служив разом з Валентайном на початку війни, написав некролог, надрукований у «Таймс». Валентайн був посмертно нагороджений орденом «За видатні заслуги». Оскільки сім'ї належав маєток в Арнісдейлі, ім'я Валентайна значиться на військовому меморіалі у Гленелзі.